# Sammy Vomáčka
Sammy Vomáčka (jako Jiří Vomáčka, 1946, Československo) je český hudebník, od roku 1970 žijící v Německu. Začínal jako rockový hudebník. Hodně cestoval po Spojených státech. Od 80. let 20. století vystupuje se skupinou Sammy Vomáčka Jazz Trio.

## Diskografie

### LP
- Ragtime Guitar (1974) – Stockfisch Records SF-5002
- Come to My Kitchen (1975) – Stockfisch Records SF-8002
- Rags & Tunes (1977) – Sammy-Vomáčka-Produktion Vo 7701
- Sammy Vomáčka...Live! (1980) – Stockfisch VO 7702

### CD
- Easy Rider (1984) – Jeton 118/1 CD
- Easy Rider (Neuveröffentlichung 1991) – Bell Records BLR 84019
- Ragtime, Blues & Jazz Guitar (1998) – Wonderland Records 319.9022.2

### Spoluúčast
- With Friends—For Friends (1975) – Werner Lämmerhirt Session, u. a. mit Klaus Weiland – Stockfisch SF-8001